# I liga polska w futsalu (2005/2006)
I liga polska w futsalu 2005/2006 – dwunasta edycja najwyższych w hierarchii rozgrywek klubowych polskiej ligi futsalu. Tytuł Mistrza Polski wywalczył Clearex Chorzów.
| Poziomy ligowe w futsalu w sezonie 2005/2006 | Poziomy ligowe w futsalu w sezonie 2005/2006 | Poziomy ligowe w futsalu w sezonie 2005/2006 | Poziomy ligowe w futsalu w sezonie 2005/2006 |
| Rozgrywki                                    | Poziomy ligowe                               | Liga                                         | Sezon                                        |
| -------------------------------------------- | -------------------------------------------- | -------------------------------------------- | -------------------------------------------- |
| Centralne                                    | I poziom                                     | I Liga                                       | Sezon 2005/2006 (1 grupa)                    |
| Centralne                                    | II poziom                                    | II Liga                                      | Sezon 2005/2006 (2 grupy)                    |
| Regionalne                                   | III poziom                                   |                                              |                                              |

## Tabela
| Lp.    | Drużyna                     | M  | Z  | R | P  | B+  | B-  | +/- | Pkt. | Uwagi                   |
| ------ | --------------------------- | -- | -- | - | -- | --- | --- | --- | ---- | ----------------------- |
| złoto  | Clearex Chorzów             | 22 | 19 | 1 | 2  | 106 | 45  | 61  | 58   | II f.gr. Pucharu Europy |
| srebro | Holiday Chojnice            | 22 | 13 | 4 | 5  | 91  | 64  | 35  | 43   | Wyc. po sezonie         |
| brąz   | Inpuls Siemianowice Śląskie | 22 | 11 | 4 | 7  | 102 | 76  | 26  | 37   |                         |
| 4      | P.A. Nova Gliwice           | 22 | 11 | 4 | 7  | 62  | 61  | 1   | 37   |                         |
| 5      | Radan Gliwice               | 22 | 10 | 4 | 8  | 89  | 102 | -13 | 34   |                         |
| 6      | Akademia Słowa Poznań       | 22 | 8  | 7 | 7  | 92  | 83  | 9   | 31   |                         |
| 7      | Jango Mysłowice             | 22 | 9  | 1 | 12 | 62  | 76  | -6  | 28   |                         |
| 8      | Kupczyk Kraków (b)          | 22 | 6  | 5 | 11 | 68  | 72  | -4  | 23   |                         |
| 9      | Pogoń 04 Szczecin (b)       | 22 | 6  | 5 | 11 | 64  | 84  | -20 | 23   | Baraż/utrzymanie        |
| 10     | Grembach-Stalbor Łódź       | 22 | 6  | 4 | 12 | 65  | 89  | -24 | 22   | Baraż/utrzymanie        |
| 11     | Marex Chorzów (b)           | 22 | 6  | 2 | 14 | 78  | 97  | -21 | 20   | Spadek                  |
| 12     | Rekord Bielsko-Biała        | 22 | 6  | 1 | 15 | 62  | 92  | -30 | 19   | Spadek                  |

- Do rozgrywek nie przystąpiły kluby: Baustal Kraków (przestał istnieć), Marioss Opole i Arpol Toruń.
- Owlex Łódż zmienił nazwę na Grembach-Stabor Łódź.

Źródła 

## Baraże o utrzymanie w I lidze
- I para barażowa
  - 26 marca 2006, TPH Polkowice - Pogoń 04 Szczecin 6:3
  - 31 marca 2006, Pogoń 04 Szczecin - TPH Polkowice 13:3

- II para barażowa
  - 25 marca 2006, UPOS System Knurów - Grembach-Stalbor Łódź 4:3
  - 2 kwietnia 2006, Grembach-Stalbor Łódź - UPOS System Knurów 2:1

Źródło 

## Najlepsi strzelcy
Źródło:
| Zawodnik          | Drużyna                                         | Bramki |
| ----------------- | ----------------------------------------------- | ------ |
| Michał Kusiak     | Radan Gliwice                                   | 27     |
| Krzysztof Marzec  | Clearex Chorzów                                 | 25     |
| Błażej Korczyński | Inpuls Siemianowice Śląskie                     | 19     |
| Daniel Krawczyk   | Grembach Łódź                                   | 19     |
| Andrzej Szłapa    | Clearex Chorzów                                 | 18     |
| Tomasz Zibert     | Akademia Słowa Poznań                           | 18     |
| Marek Konieczny   | Akademia Słowa Poznań                           | 18     |
| Robert Dąbrowski  | Rekord Bielsko-Biała (10), Holiday Chojnice (8) | 18     |

## Klasyfikacja medalowa mistrzostw Polski po sezonie
|   | Klub                        | złoto | srebro | brąz |
| - | --------------------------- | ----- | ------ | ---- |
| 1 | Clearex Chorzów             | 4     | 3      |      |
| 2 | P.A. Nova Gliwice           | 4     | 2      | 2    |
| 3 | Baustal Kraków              | 2     | 1      | 1    |
| 4 | Cuprum Polkowice            | 2     |        | 2    |
| 5 | Holiday Chojnice            |       | 1      | 2    |
| 6 | Jard Gliwice                |       | 1      |      |
| 6 | Rekord Bielsko-Biała        |       | 1      |      |
| 6 | Opał Gniezno                |       | 1      |      |
| 6 | Mistreated Jaworzno         |       | 1      |      |
| 6 | Cambras Legnica             |       | 1      |      |
| 7 | SUW-TOR Łódź                |       |        | 1    |
| 7 | Cynk-Mal Legnica            |       |        | 1    |
| 7 | Goldenmajer Kraków          |       |        | 1    |
| 7 | Jango Gliwice               |       |        | 1    |
| 7 | Inpuls Siemianowice Śląskie |       |        | 1    |

## Źródła
- futsalekstraklasa.pl